# Symphyotrichum pratense
Symphyotrichum pratense là một loài thực vật có hoa trong họ Cúc. Loài này được (Raf.) G.L.Nesom miêu tả khoa học đầu tiên.